# 努希尔·戈瓦迪亚

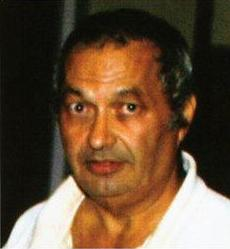
努希尔·戈瓦迪亚（Noshir Gowadia，1944年4月11日—）

努希尔·戈瓦迪亚（Noshir Gowadia，1944年4月11日—）美籍印度裔工程师，多国间谍，曾为诺斯洛普·格鲁门公司工作，参与研制B-2隐形轰炸机。2005年因间谍指控被逮捕，后被指控向中国以及德国、以色列、瑞士个人出售机密信息。2010年8月被定罪。戈瓦迪亚的罪名包括向中国出售躲避红外线探测的隐形巡航导弹设计资料、违反武器出口禁令、逃税和洗钱等14项。检察官称，原本希望判处戈瓦迪亚终身监禁，但又说32年徒刑从各方面来讲也是合适的。2011年1月24日被美国夏威夷联邦地区法院判处32年监禁。

## 背景
戈瓦迪亚出生于印度孟买的一个波斯人家庭，20世纪60年代移民美国，后来加入美国国籍。1968年至1986年期间，戈瓦迪亚为美国知名航空、电子和信息系统制造商诺斯罗普公司工作，并独自完成了隐形轰炸机推进系统的构思与设计。1999年，他成立了自己的咨询公司。

## 案情
2005年10月26日，美国联邦调查局特工逮捕了戈瓦迪亚，收缴了7张硬盘和40多箱包含有机密内容的文件。稍后，戈瓦迪亚被控向3个外国军方机构泄漏军事机密。2006年11月11日，美国夏威夷法院对戈瓦迪亚提出18项指控，罪名包括违反美国的“武器出口控制法案”、未获美国国务院许可擅自与外国军事机构接触并透露机密、洗钱等。2010年8月，夏威夷法院裁定戈瓦迪亚的14项罪名成立，其中包括出售军事机密和帮助中国设计隐形战机巡航导弹的罪名。
戈瓦迪亚被控从中国收取了11万美元，并被指利用这笔钱偿还他在夏威夷海边一座价值数百万美元豪宅的贷款。戈瓦迪亚自2005年被捕以来一直被关押在联邦监狱。

## 各方回应
检方称，戈瓦迪亚2003年在中国成都以口头方式向中国有关人员介绍隐形巡航导弹设计。戈瓦迪亚的辩护律师则称，戈瓦迪亚向中国展示的设计是公开的资讯，并非机密资料。这位律师还说将提起上诉。
台湾军事专家、尖端科技杂志社长毕源廷在接受《美国之音》采访时说，因为中国大陆这个歼-20的效应，可能会让美国认为必须要抓一只鸡出来，杀鸡儆猴一下。